# Yannick Haenel
Ne doit pas être confondu avec Yannick Agnel.
Pour les articles homonymes, voir Haenel.
Œuvres principales
- Cercle
- Jan Karski
- Tiens ferme ta couronne

Yannick Haenel, né le 23 septembre 1967 à Rennes, est un écrivain français, cofondateur de la revue Ligne de risque.

## Biographie

### Jeunesse et études
Yannick Haenel est fils de militaire. Il fait ses études au prytanée national militaire de La Flèche et au lycée Chateaubriand de Rennes. Il est agrégé de lettres modernes.

### Parcours professionnel
En 1997, il fonde la revue Ligne de risque, qu'il anime aujourd'hui avec François Meyronnis et Valentin Retz. Il enseigne le français jusqu'en 2005 au lycée La Bruyère de Versailles.
Il publie plusieurs romans, dont Introduction à la mort française et Évoluer parmi les avalanches, ainsi qu'un essai sur les tapisseries de La Dame à la licorne intitulé À mon seul désir. Il codirige également deux volumes d'entretiens avec Philippe Sollers, Ligne de risque et Poker.
En 2007, il publie dans la collection « L'Infini » (éditions Gallimard), dirigée par Philippe Sollers, Cercle, roman qui reçoit le prix Décembre et le prix Roger-Nimier.
Une polémique l'oppose en 2007 à Alina Reyes, qui l'accuse de plagiat.
En 2008-2009, Haenel est pensionnaire à l'Académie de France à Rome-Villa Médicis.
En 2009, il publie le roman Jan Karski, qui reçoit le prix Interallié.
En 2017, il publie le roman Tiens ferme ta couronne, finaliste du prix Goncourt et lauréat du prix Médicis.
Yannick Haenel est chroniqueur pour le magazine de littérature et de cinéma Transfuge, depuis 2010, et à Charlie Hebdo, depuis la reprise de la publication après les attentats de janvier 2015.
En 2024, il fonde la revue Aventures, publiée par les éditions Gallimard. 

## Polémique à propos deJan Karski
Le livre compte trois parties :
1. la première, directement inspirée du film Shoah de Claude Lanzmann, où Jan Karski est interviewé ;
2. la deuxième, qui résume en environ 80 pages le témoignage de Karski publié en anglais en 1944 sous le titre Story of a secret state ;
3. la troisième, qui met en scène les sentiments de Karski et rapporte des dialogues qui sont présentés par l'auteur comme une fiction.

Claude Lanzmann publie une critique vigoureuse du roman, dont il qualifie la troisième partie de « falsification de l'histoire ». Il reproche à Haenel d'avoir plagié les dialogues de son film sans en avoir demandé l'autorisation. Philippe Sollers, qui dirige la collection « L'Infini » chez Gallimard, précise qu'il a soumis à Lanzmann l'épreuve du roman avant publication, ce que Lanzmann a toujours nié. Haenel répond en revendiquant la liberté du romancier.

## Œuvres

### Romans
- Les Petits Soldats, La Table ronde, 1996 ; réédition revue et complétée, La Table ronde, coll. « La Petite Vermillon » no 211, 2004.
- Introduction à la mort française, Gallimard, coll. « L'Infini », 2001.
- Évoluer parmi les avalanches, Gallimard, coll. « L'Infini », 2003.
- Cercle, Gallimard, coll. « L'Infini », 2007 ; réédition, Gallimard, coll. « Folio » no 4857, 2009 Prix Décembre 2007 et prix Roger-Nimier 2008
- Jan Karski, Gallimard, coll. « L'Infini », 2009  (ISBN 978-2-07-012311-7) ; réédition, Gallimard coll. « Folio » no 5178, 2010 Prix du roman Fnac 2009 et prix Interallié 2009
- Les Renards pâles, Gallimard, coll. « L'Infini », 2013  (ISBN 978-2-07-014217-0) ; réédition, Gallimard, coll. « Folio » no 5889, 2015
- Tiens ferme ta couronne, Gallimard, coll. « L'Infini », 2017  (ISBN 9782070177875) ; réédition, Gallimard, coll. « Folio » no 6601, 2019 Prix Médicis 2017[11]
- Papillon noir / Longer à pas de loup, Gallimard, coll. « L'Infini », 56 p., 2020  (ISBN 978-2072898488).
- Le Trésorier-payeur, Gallimard, coll. « L'Infini », 432 p., 2022  (ISBN 9782072993091)

### Récits
- À mon seul désir, éditions Argol, 2005.
- Le Sens du calme, Mercure de France, coll. « Traits et portraits », 2011 ; réédition, Gallimard, coll. « Folio » no 5508, 2012.
- Je cherche l’Italie, Gallimard, coll. « L'Infini », 2015 ; réédition, Gallimard, coll. « Folio » no 6218, 2016.
- La Solitude Caravage, Fayard, coll. « Des vies », 2019 ; réédition, Gallimard, coll. « Folio », 2020 Prix Méditerranée 2019.
- (avec François Boucq, illustrations) Janvier 2015 - Le procès, Les Échappés, 216 p., 2021.
- Notre solitude, Les Échappés, 187 p., 2021.
- Bleu Bacon,  Editions Stock, coll. « Ma nuit au musée », 2024  autour de l'œuvre de Francis Bacon au Centre national d'art et de culture Georges-Pompidou[12]

### Essais
- Prélude à la délivrance, avec François Meyronnis, Gallimard, coll. « L'Infini », 2009.
- Tout est accompli, avec François Meyronnis et Valentin Retz, Grasset, 2019.
- Adrian Ghenie : Déchaîner la peinture, Actes Sud, 2020.
- Diane et Actéon: Le désir d'écrire, Hermann, 64 p., 2020.
- Le Désir comme aventure, Fayard/Mille et une nuits, 32 p., 2021.

### Entretiens
- Ligne de risque, sous la direction de Yannick Haenel et François Meyronnis, Gallimard, coll. « L'Infini », 2005
- Poker, entretiens de la revue Ligne de risque avec Philippe Sollers, Gallimard, coll. « L'Infini », 2005

### Participations à des ouvrages collectifs
- Bonnard: Les couleurs de la lumière, beau-livre, avec Sophie Bernard, Philippe Lançon, Yannick Haenel, George Roque, Véronique Serrano, Éditions In Fine, 328 p., 2021.

## Distinctions

### Décorations
- Chevalier de l'ordre des Arts et des Lettres en janvier 2010[13]
- Chevalier de l'ordre du Mérite de la république de Pologne en 2012[14]